# Johann Friedrich von Handel
Johann Friedrich von Handel (* 4. Juni 1769 in Saarbrücken; † 30. August 1849 in Grünberg, Gemeinde Ruwer) war ein deutscher Verwaltungsjurist und Politiker.

## Leben
Von Handel war der Sohn des fürstlich nassauisch-saarbrückener Wirklichen Geheimen Rates Anton Friedrich von Handel (* 17. Dezember 1740 in Saarbrücken; † 1814 in Ingenheim) und dessen Ehefrau Johannetta Dorothea geborene Wissmann († in Ingenheim). Er war katholisch und heiratete vor 1812 Caroline Friederike Wilhelmine Wallbrunn († vor 1849).
Von Handel besuchte das Gymnasium in Saarbrücken und studierte von Oktober 1787 bis Frühjahr 1790 Rechtswissenschaften an der Universität Gießen und machte danach eine neunmonatige Weiterbildung am Reichskammergericht in Wetzlar. Er trat im August 1791 in den fürstlich nassauisch-saarbrückener Dienst als Registrator. Im November 1791 wurde er Sekretär und im Mai 1794 Assessor. Von Dezember 1797 bis Januar 1798 war er französischer Kantons-Richter im Kanton Grünstadt. Von Januar 1798 bis Januar 1803 war er Richter am Tribunal des Departements Donnersberg in Mainz. Von Januar 1803 bis Mai 1804 war er Vizepräsident des Mainzer Tribunals und gleichzeitig Präsident der Zentralschule (Universität). Zwischen Mai 1804 und Oktober 1811 arbeitete er als Direktor und Generaleinnehmer der vereinigten Rechte des Saardepartements (Directeur receveur général des droits réunis). Von Oktober 1811 bis zum Pariser Frieden am 30. Mai 1814 blieb er in diesem Amt und war gleichzeitig Chef der Verwaltung in Arnheim. Am 12. Und 13. Juni 1814 war er Spezialkommissar zur Rückgliederung des ehemaligen herzoglich-Zweibrückischen Amtes Schaumburg  nach Deutschland. Von 14. Juni bis Dezember 1814 war er Steuerdirigent des Saardepartements in Trier und dann bis Mai 1815 Zolldirektor des k.k. Österreichisch-Bayerischen Administrationsbezirks zwischen Rhein und Mosel in Kreuznach. Danach war er in preußischen Diensten Zolldirektor des ehemaligen Saardepartements in Trier und ab März 1816 Regierungsrat bei der königlich preußischen Regierung in Trier. Im Dezember 1818 erhielt er den Titel eines Geheimen Regierungsrates. Er wurde Justiziarius der Regierung in Trier und trat 1833 aus gesundheitlichen Gründen in Ruhestand.
Von Handel war seit 1811 Eigentümer des landtagsfähigen Gutes Grünhaus und wurde als stellvertretender Abgeordneter für den Stand der Ritterschaft im Regierungsbezirk Trier in den Provinziallandtag der Rheinprovinz gewählt und 1830 als Stellvertreter einberufen. Von 1833 bis 1837 war er dann selbst Abgeordneter. Ab 1835 war er Kreistagsabgeordneter im Stand der Ritterschaft. 1836 wurde er mit dem Roten Adlerorden 3. Klasse ausgezeichnet.